# Rio Bolovăniş (Trotuş)
O Rio Bolovăniş é um rio da Romênia afluente do Rio Trotuş, localizado no distrito de Bacău.